# La Granada de Río-Tinto
La Granada de Río-Tinto is een gemeente in de Spaanse provincie Huelva in de regio Andalusië met een oppervlakte van 44,70 km². La Granada de Río-Tinto telt 191 inwoners (1 januari 2016).

## Demografische ontwikkeling
Bron: INE, 1857-2011: volkstellingen